# Daniel Osvaldo
Pablo Daniel Osvaldo  (Lanús, provincia de Buenos Aires; 12 de enero de 1986) es un cantante y exfutbolista italoargentino. Fue internacional con la Selección Italiana.
Paralela a su carrera profesional, Daniel Osvaldo formó su banda de rock, de nombre "Barrio Viejo". Su primer disco fue grabado en noviembre de 2016, en Barcelona.
En enero de 2020 se confirmó su llegada a Banfield, donde se retiró a fin de año.

## Trayectoria

### Huracán
Surgió de las divisiones inferiores de Huracán. Debutó en el club en el año 2005. Permaneció allí durante un año, en el que disputó 36 partidos y marcó 8 goles.

### Serie A
Desde Huracán, llegó al Atalanta y posteriormente tuvo un paso fugaz por el Bologna de Italia. Después paso al Lecce hasta llegar a la Fiorentina, totalizando 24 goles en 47 encuentros entre todos ellos en Italia, destacando la chilena que marcó con la Fiore en la última jornada para clasificar al equipo para la Champions League.

### Espanyol
A principios de 2010 llega al R. C. D. Espanyol a préstamo con opción de compra cercana a los 5 millones de euros, que podía ejecutar antes del 30 de junio de 2010. El rendimiento del delantero fue satisfactorio en los meses de competición que restaban ya que marcó 7 goles en 20 partidos.
Al no conseguir hacer el fichaje el Espanyol consiguió su cesión por otra temporada. El 31 de agosto de 2010, el club español hizo efectivo el pago de los 5 millones para hacerse dueño del pase del jugador. En total marcó 22 goles en 47 partidos, lo que lo llevó a ser prentendido por clubes como el Real Madrid.

### A. S. Roma
En agosto de 2011 fichó por la Roma que abonó 20 millones de euros. Con el equipo romano jugó dos temporadas y consiguió 28 goles en 57 encuentros, siendo una de las figuras del equipo y teniendo un rendimiento superlativo.

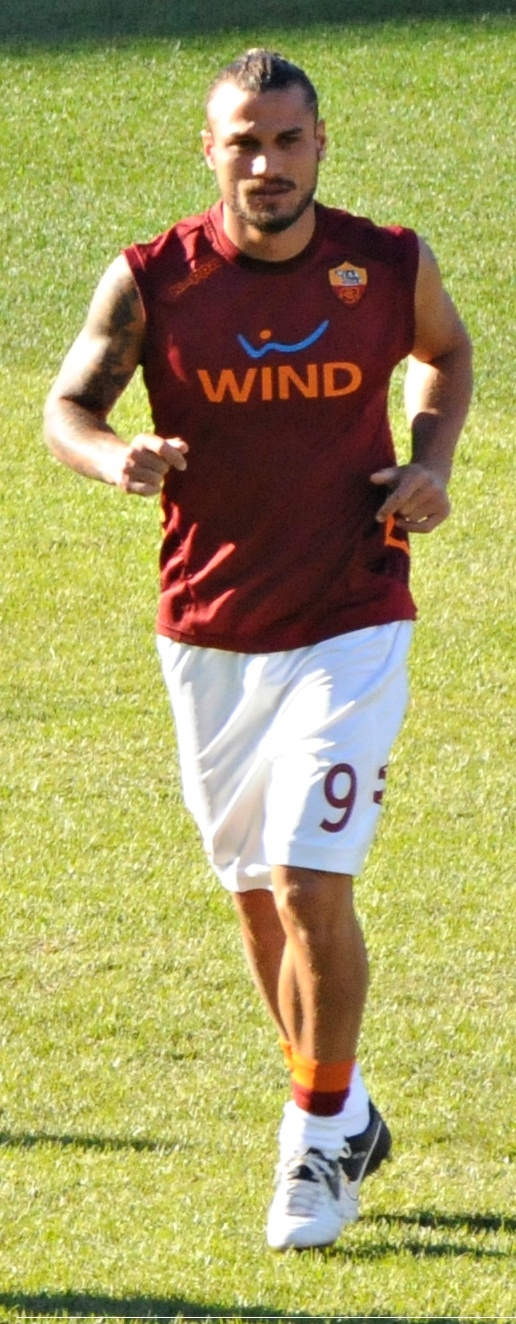
Daniel Osvaldo entrenando con la Roma

### Southampton
En agosto de 2013, fue fichado por el Southampton por 15 millones £. Permaneció solo un semestre por bajo rendimiento ya que solo consiguió 3 goles.

### Juventus
En enero de 2014 fue cedido a la Juventus hasta junio de 2014 con una opción de compra por 19 millones de euros, con el que consiguió el Scudetto de Italia, contribuyendo con 3 goles en 18 partidos.

### Inter de Milán
Una vez concluida su sesión en Juventus, fue nuevamente cedido al Internazionale por una temporada con opción de compra, además de la cesión del mediocampista argelino Saphir Taider al Southampton. En enero de 2015, en el empate 1 a 1 entre Juventus e Inter de la Liga italiana, tuvo una discusión en pleno partido con Mauro Icardi, a quien le recriminó el no haberle pasado el balón en una contra para el conjunto de Milán. Este episodio negativo fue trascendental en la decisión del director técnico del equipo, Roberto Mancini, de comunicarle al jugador que no sería tenido en cuenta por el resto de la temporada, además de excluirlo del equipo. Hasta entonces había conseguido 7 goles en 18 partidos, siendo titular y teniendo un gran rendimiento.

### Boca Juniors
El 11 de febrero de 2015 se hizo oficial su llegada al club de sus amores, Boca Juniors, a préstamo por 6 meses. Debutó en el club argentino el 26 de febrero en la Copa Libertadores contra Montevideo Wanderers en la Bombonera. Convirtió para el equipo Xeneize con un gran cabezazo para sellar el resultado final de 2 a 1. Su paso por el club de La Ribera fue de más a menos, ya que marcó 6 goles en los primeros 7 partidos. Fue importante en la fase de grupos de la Copa Libertadores, donde Boca ganó todos los encuentros que disputó. También metió goles importantes por torneo local y por Copa Argentina En total, disputó 16 partidos y anotó 7 tantos, con un gran rendimiento dentro del campo pero algunos problemas extrafutbolísticos lo llevaron a abandonar el club.

### F. C. Porto
En julio del 2015 llegó al Porto, tras su paso por Boca Juniors. El club de Portugal pagó por su pase 2 millones de €. Totalizó 12 partidos con la camiseta azul, marcando tan solo un gol y 4 asistencias.

### Boca Juniors
Tras rescindir con el F. C. Porto debido a que tenía poco lugar en el primer equipo, en enero de 2016 decidió volver a Boca Juniors. No marcó goles en esta etapa, y su ciclo terminó con un conflicto en el vestuario luego de un partido de Copa Libertadores ante Nacional, en el que el delantero mostró su enfado con el técnico Guillermo Barros Schelotto por haber ingresado solo 5 minutos sobre el final del partido. En agosto de 2016 se retiró del fútbol profesional para dedicarse a la música. Días antes fue sorprendido por el técnico de Boca Juniors fumando en el baño del camerino, quien manifestaría después su inconformismo retirándolo del club por drogadicción.

### Talleres Remedios de Escalada
El 28 de febrero de 2018 se confirmó la vuelta de Osvaldo al fútbol, jugando para el equipo sénior de Talleres de Remedios de Escalada.

### Banfield
El viernes 3 de enero de 2020, Banfield, a través de su cuenta oficial de Twitter, confirmó que el delantero firmó un contrato por un año, concretándose así la vuelta de Pablo Daniel Osvaldo al fútbol profesional, aunque solo llegó a disputar dos encuentros con la camiseta de Banfield dado que en marzo de 2020 se produjo la pandemia del coronavirus y la suspensión de todos los eventos deportivos, hecho por el cual Daniel Osvaldo decidió retirarse definitivamente del fútbol profesional.

## Clubes
| Club           | País       | Año         |
| -------------- | ---------- | ----------- |
| Huracán        | Argentina  | 2005 - 2006 |
| Atalanta       | Italia     | 2006        |
| Lecce          | Italia     | 2006 - 2007 |
| Fiorentina     | Italia     | 2007 - 2009 |
| Bologna        | Italia     | 2009        |
| Espanyol       | España     | 2010 - 2011 |
| Roma           | Italia     | 2011 - 2013 |
| Southampton    | Inglaterra | 2013        |
| Juventus       | Italia     | 2014        |
| Inter de Milán | Italia     | 2014 - 2015 |
| Boca Juniors   | Argentina  | 2015        |
| Porto          | Portugal   | 2015        |
| Boca Juniors   | Argentina  | 2016        |
| Banfield       | Argentina  | 2020        |

## Selección nacional
En 2007 obtuvo la nacionalidad italiana y desde entonces ha jugado con la selección sub-21, donde en sus primeros 10 partidos anotó dos goles. Además ganó el Torneo Esperanzas de Toulon de 2008 marcando el único gol de la final ante Chile. Con la selección absoluta debutó el 11 de octubre de 2011, en un encuentro ante la selección de Irlanda del Norte que finalizó con marcador de 3-0 a favor de los italianos.

### Goles
| 1. | 5 de febrero de 2007    | Estadio Olímpico de Roma, Roma, Italia         | Países Bajos | 1–0 | 2–1 | Amistoso                        |
| 2. | 29 de mayo de 2008      | Estadio Mayol, Toulon, Francia                 | Chile        | 0–1 | 0–1 | Torneo de Toulon                |
| 3. | 7 de septiembre de 2012 | Estadio Nacional Vasil Levski, Sofía, Bulgaria | Bulgaria     | 1–1 | 2–2 | Elim. de la Copa del Mundo 2014 |
| 4. | 7 de septiembre de 2012 | Estadio Nacional Vasil Levski, Sofía, Bulgaria | Bulgaria     | 1–2 | 2–2 | Elim. de la Copa del Mundo 2014 |
| 5. | 12 de octubre de 2012   | Estadio Republicano (Ereván), Ereván, Armenia  | Armenia      | 1–3 | 1–3 | Elim. de la Copa del Mundo 2014 |
| 6. | 11 de octubre de 2013   | Parken Stadion, Copenhague, Dinamarca          | Dinamarca    | 0–1 | 2–2 | Elim. de la Copa del Mundo 2014 |

## Estadísticas

### Clubes
| Club | Div.          | Temporada     | Liga  | Liga  | Liga   | Copas nacionales(1) | Copas nacionales(1) | Copas nacionales(1) | Torneos internacionales(2) | Torneos internacionales(2) | Torneos internacionales(2) | Otras competiciones(3) | Otras competiciones(3) | Otras competiciones(3) | Total | Total | Total  | Media goleadora(3) |
| Club | Div.          | Temporada     | Part. | Goles | Asist. | Part.               | Goles               | Asist.              | Part.                      | Goles                      | Asist.                     | Part.                  | Goles                  | Asist.                 | Part. | Goles | Asist. | Media goleadora(3) |
| --- | ------------- | ------------- | ----- | ----- | ------ | ------------------- | ------------------- | ------------------- | -------------------------- | -------------------------- | -------------------------- | ---------------------- | ---------------------- | ---------------------- | ----- | ----- | ------ | ------------------ |
| CA Huracán Argentina | 2.ª           | 2005          | 16    | 2     | ?      | —                   | —                   | —                   | —                          | —                          | —                          | 2                      | 0                      | 0                      | 18    | 2     | ?      | 0.11               |
| CA Huracán Argentina | 2.ª           | 2005          | 18    | 6     | ?      | —                   | —                   | —                   | —                          | —                          | —                          | —                      | —                      | —                      | 18    | 6     | ?      | 0.33               |
| CA Huracán Argentina | Total club    | Total club    | 34    | 8     | ?      | 0                   | 0                   | 0                   | 0                          | 0                          | 0                          | 2                      | 0                      | 0                      | 36    | 8     | ?      | 0.22               |
| Atalanta BC · Italia | 2.ª           | 2006          | 3     | 1     | 0      | —                   | —                   | —                   | —                          | —                          | —                          | —                      | —                      | —                      | 3     | 1     | 0      | 0.33               |
| US Lecce · Italia | 2.ª           | 2006-07       | 31    | 8     | 2      | 1                   | 0                   | 0                   | —                          | —                          | —                          | —                      | —                      | —                      | 32    | 8     | 2      | 0.25               |
| ACF Fiorentina · Italia | 1.ª           | 2007-08       | 13    | 5     | 1      | 4                   | 0                   | 1                   | 8                          | 1                          | 1                          | —                      | —                      | —                      | 25    | 6     | 3      | 0.24               |
| ACF Fiorentina · Italia | 1.ª           | 2008-09       | 8     | 0     | 0      | —                   | —                   | —                   | 5                          | 0                          | 0                          | —                      | —                      | —                      | 13    | 0     | 0      | 0                  |
| ACF Fiorentina · Italia | Total club    | Total club    | 21    | 5     | 1      | 4                   | 0                   | 1                   | 13                         | 1                          | 1                          | 0                      | 0                      | 0                      | 38    | 6     | 3      | 0.16               |
| Bologna FC · Italia | 1.ª           | 2009          | 12    | 0     | 1      | —                   | —                   | —                   | —                          | —                          | —                          | —                      | —                      | —                      | 12    | 0     | 1      | 0                  |
| Bologna FC · Italia | 1.ª           | 2009          | 13    | 3     | 0      | 1                   | 0                   | 0                   | —                          | —                          | —                          | —                      | —                      | —                      | 14    | 3     | 0      | 0.21               |
| Bologna FC · Italia | Total club    | Total club    | 25    | 3     | 1      | 1                   | 0                   | 0                   | 0                          | 0                          | 0                          | 0                      | 0                      | 0                      | 26    | 3     | 1      | 0.12               |
| RCD Espanyol · España | 1.ª           | 2010          | 20    | 7     | 1      | —                   | —                   | —                   | —                          | —                          | —                          | —                      | —                      | —                      | 20    | 7     | 1      | 0.4                |
| RCD Espanyol · España | 1.ª           | 2010-11       | 24    | 13    | 4      | 2                   | 1                   | 0                   | —                          | —                          | —                          | —                      | —                      | —                      | 26    | 14    | 4      | 0.54               |
| RCD Espanyol · España | Total club    | Total club    | 44    | 20    | 5      | 2                   | 1                   | 0                   | 0                          | 0                          | 0                          | 0                      | 0                      | 0                      | 46    | 21    | 5      | 0.46               |
| AS Roma · Italia | 1.ª           | 2011-12       | 26    | 11    | 5      | —                   | —                   | —                   | —                          | —                          | —                          | —                      | —                      | —                      | 26    | 11    | 5      | 0.42               |
| AS Roma · Italia | 1.ª           | 2012-13       | 29    | 16    | 2      | 2                   | 1                   | 0                   | —                          | —                          | —                          | —                      | —                      | —                      | 31    | 17    | 2      | 0.55               |
| AS Roma · Italia | Total club    | Total club    | 55    | 27    | 7      | 2                   | 1                   | 0                   | 0                          | 0                          | 0                          | 0                      | 0                      | 0                      | 57    | 28    | 7      | 0.49               |
| Southampton FC Inglaterra | 1.ª           | 2013          | 13    | 3     | 0      | —                   | —                   | —                   | —                          | —                          | —                          | —                      | —                      | —                      | 13    | 3     | 0      | 0.23               |
| Juventus de Turín · Italia | 1.ª           | 2014          | 11    | 1     | 1      | —                   | —                   | —                   | 7                          | 2                          | 0                          | —                      | —                      | —                      | 18    | 3     | 1      | 0.17               |
| Inter de Milán · Italia | 1.ª           | 2014-15       | 12    | 5     | 3      | —                   | —                   | —                   | 7                          | 2                          | 2                          | —                      | —                      | —                      | 19    | 7     | 5      | 0.37               |
| Boca Juniors Argentina | 1.ª           | 2015          | 11    | 3     | 2      | 1                   | 1                   | 0                   | 4                          | 3                          | 0                          | —                      | —                      | —                      | 16    | 7     | 2      | 0.44               |
| F. C. Porto Portugal | 1.ª           | 2016          | 7     | 1     | 1      | 2                   | 0                   | 1                   | 3                          | 0                          | 0                          | —                      | —                      | —                      | 12    | 1     | 2      | 0.08               |
| Boca Juniors Argentina | 1.ª           | 2016          | 3     | 0     | 0      | 1                   | 0                   | 0                   | 1                          | 0                          | 0                          | —                      | —                      | —                      | 5     | 0     | 0      | 0                  |
| Boca Juniors Argentina | Total club    | Total club    | 14    | 3     | 2      | 2                   | 1                   | 0                   | 5                          | 3                          | 0                          | 0                      | 0                      | 0                      | 21    | 7     | 2      | 0.33               |
| C. A. Banfield Argentina | 1.ª           | 2020          | 2     | 0     | 0      | —                   | —                   | —                   | —                          | —                          | —                          | —                      | —                      | —                      | 2     | 0     | 0      | 0                  |
| Total carrera | Total carrera | Total carrera | 272   | 85    | +23    | 15                  | 4                   | 2                   | 35                         | 8                          | 3                          | 2                      | 0                      | 0                      | 324   | 97    | 28     | 0.3                |
| (1) Incluye Copa Italia, Copa del Rey, Copa Argentina, Supercopa Argentina y Copa de Portugal. (2) Incluye UEFA Champions League, UEFA Europa League y Copa Libertadores. (3) Media de goles por encuentro. No incluye goles en partidos amistosos. |               |               |       |       |        |                     |                     |                     |                            |                            |                            |                        |                        |                        |       |       |        |                    |

### Selección
| Selección              | Año                  | Amistosos | Amistosos | Clasificación Eurocopa | Clasificación Eurocopa | Eliminatorias | Eliminatorias | Torneo de Toulon | Torneo de Toulon | Total | Total | Media goleadora |
| Selección              | Año                  | Part.     | Goles     | Part.                  | Goles                  | Part.         | Goles         | PJ               | G                | PJ    | G     | Media goleadora |
| ---------------------- | -------------------- | --------- | --------- | ---------------------- | ---------------------- | ------------- | ------------- | ---------------- | ---------------- | ----- | ----- | --------------- |
| Italia sub-20 · Italia | 2007                 | 1         | 0         | -                      | -                      | -             | -             | -                | -                | 1     | 0     | 0               |
| Italia sub-20 · Italia | Total                | 1         | 0         | -                      | -                      | -             | -             | -                | -                | 1     | 0     | 0               |
| Italia sub-21 · Italia | 2007                 | -         | -         | 4                      | 0                      | -             | -             | -                | -                | 4     | 0     | 0               |
| Italia sub-21 · Italia | 2008                 | 4         | 1         | -                      | -                      | -             | -             | -                | -                | 4     | 1     | 0.25            |
| Italia sub-21 · Italia | Total                | 4         | 1         | 4                      | 0                      | -             | -             | -                | -                | 8     | 1     | 0.13            |
| Italia sub-23 · Italia | 2008                 | -         | -         | -                      | -                      | -             | -             | 4                | 1                | 4     | 1     | 0.25            |
| Italia sub-23 · Italia | Total                | -         | -         | -                      | -                      | -             | -             | 4                | 1                | 4     | 1     | 0.25            |
| Italia · Italia        | 2011                 | 1         | 0         | 1                      | 0                      | -             | -             | -                | -                | 2     | 0     | 0               |
| Italia · Italia        | 2012                 | -         | -         | -                      | -                      | 4             | 3             | -                | -                | 4     | 3     | 0.75            |
| Italia · Italia        | 2013                 | 4         | 0         | -                      | -                      | 3             | 1             | -                | -                | 7     | 1     | 0.14            |
| Italia · Italia        | 2014                 | 1         | 0         | -                      | -                      | -             | -             | -                | -                | 1     | 0     | 0               |
| Italia · Italia        | Total                | 6         | 0         | 1                      | 0                      | 7             | 4             | -                | -                | 14    | 4     | 0.29            |
| Total en Selecciones   | Total en Selecciones | 11        | 1         | 5                      | 0                      | 7             | 4             | 4                | 1                | 27    | 6     | 0.22            |

### Resumen estadístico
| Competición                | Partidos | Goles | Promedio |
| -------------------------- | -------- | ----- | -------- |
| Liga                       | 272      | 85    | 0.31     |
| Copas nacionales           | 17       | 4     | 0.24     |
| Copas internacionales      | 35       | 8     | 0.23     |
| Selección de Italia sub-20 | 1        | 0     | 0        |
| Selección de Italia sub-21 | 8        | 1     | 0.13     |
| Selección de Italia sub-23 | 4        | 1     | 0.25     |
| Selección de Italia        | 14       | 4     | 0.29     |
| Total                      | 351      | 103   | 0.29     |

## Palmarés

### Campeonatos nacionales
| Título                        | Equipo         | País      | Año     |
| ----------------------------- | -------------- | --------- | ------- |
| Serie B                       | Atalanta B. C. | Italia    | 2005/06 |
| Serie A                       | Juventus       | Italia    | 2013/14 |
| Primera División de Argentina | Boca Juniors   | Argentina | 2015    |
| Copa Argentina                | Boca Juniors   | Argentina | 2015    |

### Campeonatos amistosos
| Título                      | Equipo        | Sede   | Año  |
| --------------------------- | ------------- | ------ | ---- |
| Torneo Esperanzas de Toulon | Italia sub-20 | Toulon | 2008 |